# ماتیاس ابل
ماتیاس ابل (انگلیسی: Mathias Abel؛ زادهٔ ۲۲ ژوئن ۱۹۸۱) بازیکن فوتبال اهل آلمان است.
از باشگاه‌هایی که در آن بازی کرده‌است می‌توان به باشگاه فوتبال شالکه ۰۴، باشگاه فوتبال کایزرسلاوترن، باشگاه فوتبال هامبورگ، و باشگاه فوتبال ماینتس ۰۵ اشاره کرد.
وی همچنین در تیم ملی فوتبال زیر ۲۱ سال آلمان بازی کرده‌است.